# Havskapellet
Havskapellet (finska: Merikappeli) är en garnisonskyrka i Kyrkslätt i det finländska landskapet Nyland. Kyrkan ligger på Obbnäs garnisonsområde och den ägs av finska staten. Kustbrigadens militärpastor ordnar verksamhet i kyrkan.
Man behöver ett separat tillstånd för att besöka Havskapellet eftersom det ligger på garnisonsområdet som en gång utgjorde Obbnäs gårds marker.

## Historia och arkitektur
Garnisonskyrkan Havskapellet färdigställdes på våren 1965 då den finländska garnisonen bara hade funnits i sex år. Havskapellet ritades av arkitekten Mikko Heliövaara och den invigdes samma år. Havskapellet är den första militärkyrkan som byggdes i det självständiga Finland.
Havskapellets form påminner ett fartyg som skär genom vågorna. Kyrkan har ett separat klocktorn.